# 再生论
再生论（The Great Disappointment）最早是在美国，由新教徒提出的。一些人期待耶稣于1844年10月22日显现，可耶稣并未出现。
1831－1844年，威廉·米勒是一个浸信会教友的传教士，发起了被历史学家称之为"Second Great Awakening"的米勒运动，圣经阐明了14条准则．基本学习传播．但以理8:14(他对我说，到二千三百日，圣所就必洁净。And he said unto me, Unto two thousand and three hundred days; then shall the sanctuary be cleansed.)。米勒计算出耶稣将重返人间，于1843年10月22日和1844年3月21日．当这两天过去以后，日期又被修正为1844年10月22日。